# Търново-Сейменски отряд
Търново-Сейменският отряд е българско военно формирование, взело участие в Сръбско-българската война (1885).

## Формиране
Отрядът е формиран със заповед № 4 по българската войска, с която се обявява съставът на главната квартира и отрядите от 9 септември 1885 г. За пръв началник на отряда е назначен майор Данаил Николаев, за началник-щаб – капитан Никола Иванов, за офицер от Генералния щаб за поръчения – капитан Вълко Велчев.
На 26 септември 1885 г. съгласно заповед № 847 на началника на Щаба на армията капитан Рачо Петров отрядът заедно с Ямболския отряд влиза в състава на Южния отряд.
Към 18 октомври 1885 г. отрядът е с личен състав от 5994 души (6879 според по други данни).
На 29 октомври 1885 г. Южният отряд се преименува на Източен корпус, чийто командир става подполковник Данаил Николаев, а за командир на отряда е назначен майор Сава Муткуров. Към 1 декември отрядът е с численост 2830 души.

## Състав
При формирането на отряда в състава му влизат:
- 1-ва Хасковска дружина с командир капитан Ганю Атанасов
- 2-ра Хасковска дружина с командир капитан Кънчо Кънчев
- 3-та Хасковска дружина с командир капитан Стилиян Ковачев
- 2-ра Пловдивска дружина с командир капитан Димитър Иванов
- Бивши Румелийски ескадрон с командир капитан Наум Никушев
- Бивша Румелийска полубатарея с командир капитан Бончо Балабанов

## Боен път
Отрядът е в състава на Източния корпус и има задача да прикрива направлението към река Марица, като авангардът му се състои от около 4000 души и е съсредоточен в района на Харманли. Главните сили на отряда се съсредоточават в района на Търново Сеймен и включват 6 пехотни дружини, 2 артилерийски батареи ¼ телеграфна и ¼ пионерна рота. Отрядът е силно изнесен напред и е прикриван от конната бригада, съсредоточена в района на с. Любимец. Общата численост на отряда по онова време възлиза на 10 400 души и 200 оръдия.